# Ernst Sachs (empresario)
Ernst Sachs (22 de noviembre de 1867 - 2 de julio de 1932) fue un inventor e industrial alemán, conocido por idear el sistema de piñón libre con freno para las bicicletas y por haber sido el cofundador de la compañía dedicada a la fabricación de componentes mecánicos origen del grupo ZF Sachs.

## Semblanza
Sachs nació en 1867 en Konstanz-Petershausen. Después de un aprendizaje en la fábrica de herramientas Schwenningen y Esslingen de Stuttgart, trabajó inicialmente como mecánico de precisión en Frankfurt am Main. Con la creciente popularidad de la bicicleta en la década de 1880, se interesó por el ciclismo, y como ciclista aficionado y miembro del “Velociped-Club” de Frankfurt, logró victorias montando biciclos, triciclos y vehículos de dos ruedas. Más adelante se sintió atraído por las carreras de coches, especialidad en la que se adjudicó algunos trofeos.
Conoció a los hermanos Opel de Rüsselsheim, y finalmente se afincó en la ciudad bábara de Schweinfurt, donde se casó con la hija de Wilhelm Höpflinger, el cofundador de la industria de fabricación de rodamientos Fries & Höpflinger.
En 1894, Sachs registró su primera patente de buje de bicicleta, y un año después, fundó "Schweinfurter Präcisions-Kugellager-Werke" (posteriormente ZF Sachs) junto con el empresario Karl Fichtel como financiero. Logró numerosos avances decisivos en el campo de los rodamientos, y lanzó los bujes "Sachs-Lager", utilizados en los ejes traseros de las bicicletas. El buje de rueda libre Torpedo, patentado por Sachs en 1903, revolucionó el ciclismo y aseguró a la empresa un gran éxito de ventas durante décadas. 
Después de la muerte del cofundador Karl Fichtel en 1911, Sachs fue el responsable de todas las decisiones comerciales, y antes de la Primera Guerra Mundial, ya se habían establecido sucursales en Tschirnitz, junto al río Ohře, y en Lancaster (Pensilvania, EE. UU.). La conversión a la producción de armamento supuso la generación de enormes ganancias hasta 1918. Cuando alcanzó su primera etapa de máximo auge, la empresa llegó a tener 8000 empleados.
Durante la República de Weimar estuvo políticamente cerca del Partido Popular Alemán. En su empresa, regió los destinos del negocio como un patriarca indiscutible. A finales de la década de 1920, cuando los productores alemanes de rodamientos de rodillos ya no pudieron contrarrestar la presión de la compañía sueca SKF, vendió el departamento de rodamientos de su empresa en 1929 a la recién fundada Vereinigte Kugellagerfabriken AG, de la que se convirtió en presidente del consejo de supervisión. Por otro lado, en ZF Sachs pagó a los herederos de Fichtel con el producto de la venta del negocio de rodamientos de rodillos e invirtió en nuevos desarrollos (motor Sachs, embragues, amortiguadores). Con estos productos, posicionó a Fichtel & Sachs AG aún más claramente como proveedor del sector del automóvil, aunque esta actividad no experimentaría la pronunciada tendencia al alza registrada en la segunda mitad de la década de 1930. En medio de la crisis económica mundial, murió de leucemia en 1932, después de una breve enfermedad a la edad de 64 años. Su sepelio fue el equivalente a un funeral de estado. Miles de personas se congregaron en las calles de Schweinfurt, mientras su cuerpo era transportado en un carruaje tirado por cuatro caballos hasta el cementerio principal, donde su hijo Willy Sachs hizo erigir una sepultura monumental para él.
Entre las varias instituciones sociales que financió, se destaca la fundación de una instalación de baños con piscina. La Ernst-Sachs-Bad en Schweinfurt, muy elogiada en aquel momento por su arquitectura moderna, fue proyectada por Roderich Fick en 1931-33. Permitía a los trabajadores, que apenas contaban con baños en sus casas, no solo hacer ejercicio, sino también cuidar de su higiene personal, lo que no era algo habitual para amplios sectores de la población en aquella época.
En 1912 compró la finca Rechenau cerca de Oberaudorf/Alta Baviera como pabellón de caza, que la familia todavía posee en la actualidad. Al mismo tiempo, el Consejero Privado Sachs construyó una villa en Oberaudorf, que aún hoy lleva el nombre de Sachs. En diciembre de 1915, en plena Primera Guerra Mundial, adquirió Schloss Mainberg en las afueras de Schweinfurt y lo convirtió en una residencia de representación de su industria. Las innumerables y lujosas celebraciones de la familia Sachs son legendarias hasta el día de hoy. El deseo de establecer una dinastía en el castillo de Mainberg se expresó en el matrimonio de su único hijo, Willy Sachs, con Elinor von Opel, la hija de su amigo de la infancia Wilhelm von Opel. El escudo de la familia Sachs, un lirio blanco, todavía se puede encontrar hoy en la pared de un salón dentro del castillo. En 1925 adquirió la antigua Villa Sachs en Friedrichshafen, que también lleva su nombre.
Ernst Sachs fue uno de los pocos inventores brillantes que también supo cómo vender sus productos. Al mismo tiempo, como muestra el rumbo trazado en los años posteriores a 1929, tenía una enorme visión estratégica. En medio de la Gran Depresión, dejó a su hijo Willy Sachs con la empresa ZF Sachs considerablemente más pequeña (con tan solo 3000 empleados) pero plenamente viable. Viniendo de las circunstancias más humildes, fue uno de los principales industriales alemanes hasta 1930. También fue miembro de la junta directiva de la Asociación Nacional de la Industria del Automóvil de Alemania.
Ernst Sachs fue el abuelo de Ernst Wilhelm, Gunter y Peter Sachs.